# Nanzheng
Nanzheng (南郑区,  Nánzhèng Qū) ist ein Stadtbezirk der bezirksfreien Stadt Hanzhong in der chinesischen Provinz Shaanxi. Die Fläche beträgt 2.814 Quadratkilometer und die Einwohnerzahl 466.244 (Stand: Zensus 2020). 1999 zählte er 526.062 Einwohner.
Die neolithische Longgangsi-Stätte (Longgangsi yizhi 龙岗寺遗址) steht seit 2006 auf der Liste der Denkmäler der Volksrepublik China (6-189).